# Hypseocharis bilobata
Hypseocharis bilobata es una planta fanerógama del género Hypseocharis, familia Geraniaceae.

## Descripción
Entre sus características morfológicas está el tener 15 estambres, una cápsula septiforme (ventricida), flores blancas, hojas pinnadas y bipinnadas así como tricomas simples y glandulares en el ovario Su nombre vulgar es Huaynalulu o lomo lomo.

## Distribución y hábitat
Hypseocharis bilobata y todas las especies de su género son endémicas de las alturas andinas (entre 2000 a 4000 metros). Están distribuidas desde el Perú a la Argentina.